# Ctenocalops ruficeps
Ctenocalops ruficeps är en stekelart som beskrevs av Heinrich 1967. Ctenocalops ruficeps ingår i släktet Ctenocalops och familjen brokparasitsteklar. Inga underarter finns listade i Catalogue of Life.